# Mogielnica-Kolonia
Mogielnica-Kolonia – część wsi Mogielnica w Polsce położona w województwie mazowieckim, w powiecie płockim, w gminie Drobin.
Administracyjnie Mogielnica-Kolonia jest sołectwem.
W latach 1975–1998 miejscowość administracyjnie należała do województwa płockiego.